# ماري هايدن
ماري هايدن (بالإنجليزية: Lili Haydn)‏ (و. 1969  م) هي ملحنة، ومغنية، وعازفة الجاز، وممثلة، وممثلة أفلام كندية، ولدت في تورونتو، تستخدم آلات كمان.

## التعليم
تعلمت في جامعة براون.

## وصلات خارجية
- ماري هايدن على موقع IMDb (الإنجليزية)
- ماري هايدن على موقع ميوزك برينز (الإنجليزية)
- ماري هايدن على موقع أول ميوزيك (الإنجليزية)
- ماري هايدن على موقع ديسكوغز (الإنجليزية)
- ماري هايدن على موقع قاعدة بيانات الفيلم (الإنجليزية)

- ماري هايدن في قاعدة بيانات الأفلام على الإنترنت